# Ørbæklunde

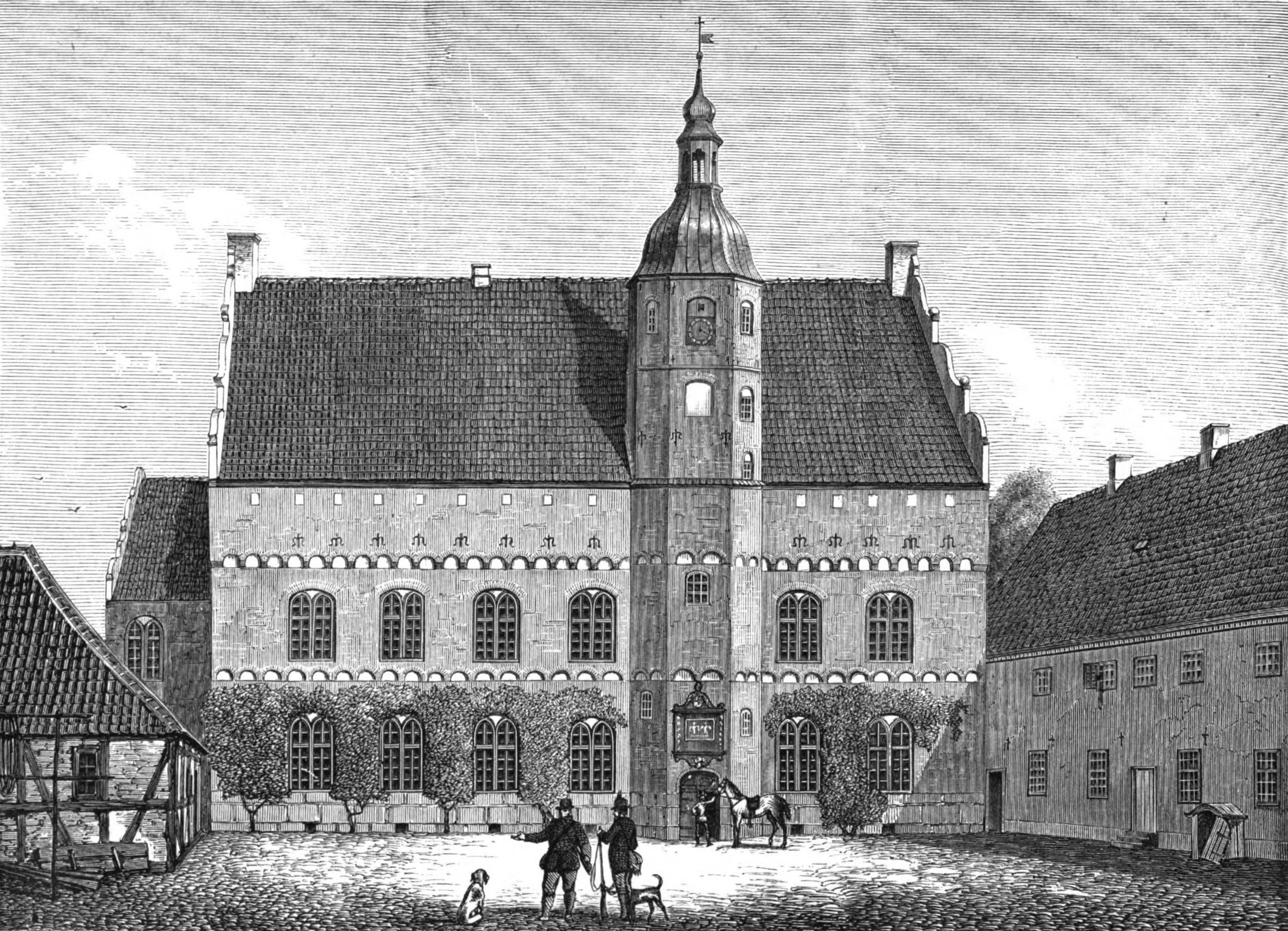
Ørbæklunde omkring 1870.

Ørbæklunde är ett danskt slott, i närheten av Nyborg.
Ørbæklunde bildades av Poul Laxmand genom en sammanslagning av flera gårdar och fick status som herrgård omkring 1500. Den nuvarande huvudbyggnaden byggdes på 1560-talet av Henrik Friis, och invigdes 1593 av dennes son Nils Friis.
Huvudbyggnaden är av rött tegel på en grund av granit och har rött tegeltak med 
trappgavlar. Längs den översta våningen finns en gång med embrassyrer som användes vid försvaret av herrgården. Mot borggården finns tre fyrkantiga torn mot norr och mot syd finns ett oktogonalt trapptorn med spiraltrappa och en kopparklädd takspira. Vinkelrätt mot huvudbyggnaden finns en mindre flygel från 1650 som senare har förlängts mot norr.
Slottet renoverades på 1880-talet och 1953 renoverades huvudbyggnaden. Slottet och 42 hektar åkermark är kulturskyddade sedan 1971.